# أرسيليا راميريز
أرسيليا راميريز (بالإسبانية: Arcelia Ramírez)‏ (ولدت في 7 ديسمبر 1967) ممثلة مكسيكية. ظهرت في أكثر من 50 فيلمًا وعروض تلفزيونية منذ عام 1985. ولعبت دور البطولة في فيلم «هذه هي الحياة» ، الذي تم عرضه في مهرجان كان السينمائي 2000, رشحت عام 2018 لنيل جائزة ارييل لأفضل ممثلة عن دورها في فيلم فيرونيكا عام 2017

## وصلات خارجية
- أرسيليا راميريز على موقع IMDb (الإنجليزية)
- أرسيليا راميريز على موقع ألو سيني (الفرنسية)
- أرسيليا راميريز على موقع أول موفي (الإنجليزية)
- أرسيليا راميريز على موقع قاعدة بيانات الفيلم (الإنجليزية)
- أرسيليا راميريز على موقع كينوبويسك (الروسية)